# Burton upon Trent
Burton upon Trent, também conhecida como Burton-on-Trent ou simplesmente Burton, é uma cidade mercantil no distrito de East Staffordshire, no condado de Staffordshire, Inglaterra, perto da fronteira com Derbyshire. Em 2021, tinha uma população de 76.270 habitantes. O gentílico para os residentes da cidade em inglês é Burtonian. Burton está localizada a 18 km a sudoeste de Derby, 27 milhas 43 km a noroeste de Leicester, 45 km a oeste-sudoeste de Nottingham e 32 km ao sul da entrada sul do parque nacional Peak District.
Burton é conhecida por sua produção de cerveja. A cidade cresceu em torno da Abadia de Burton. Burton Bridge também foi o local de duas batalhas, em 1322, quando Eduardo II derrotou o rebelde Conde de Lancaster, e em 1643, quando os monarquistas capturaram a cidade durante a Guerra Civil Inglesa. William Lord Paget e seus descendentes foram responsáveis por ampliar a casa senhorial dentro dos terrenos da abadia e facilitar a extensão da navegação do rio Trent até Burton. Burton cresceu e se tornou uma movimentada cidade-mercado no início do período moderno.
A cidade é atendida pela estação ferroviária de Burton-on-Trent. A cidade também foi o início e o término da extinta South Staffordshire Line, que a ligava a Lichfield, Walsall, Dudley e Stourbridge.

## Toponímia
O nome Burton upon Trent deriva do significado "um assentamento em um local fortificado" ao longo do rio Trent e data do século VIII.
De acordo com a escritura da cidade, o nome oficial da cidade é Burton upon Trent. Entretanto, a forma "Burton-on-Trent" é usada pelo Royal Mail e para a estação ferroviária da cidade.

## História
A Rykneld Street, uma estrada romana, percorria o nordeste do que mais tarde se tornou a paróquia de Burton, ligando os campos de Letoceto (Wall), perto de Lichfield, e Dervêncio dos Coritanos (Little Chester), perto de Derby.
Entre 666 e 669, Wilfrid, o bispo pró-romano de York, exerceu funções episcopais na Mércia, cujo rei cristão, Vulfário, lhe deu terras em vários lugares, nos quais ele estabeleceu mosteiros. Burton foi quase certamente um dos locais: o nome Andresey dado a uma ilha no rio Trent, perto da igreja paroquial, significa "Ilha de André" e se refere a uma igreja dedicada a André. A ilha está associada à lenda de St. Modwen ou Modwenna, uma abadessa irlandesa. É provável que qualquer casa religiosa sobrevivente tenha sido destruída durante a incursão dos danos na área em 874. Os nomes de lugares indicam influência escandinava, e vários nomes pessoais de origem escandinava ainda eram usados na área no início do século XII. Em 1003, uma abadia beneditina foi estabelecida em um novo local na margem oeste do Trent, em Burton, por Wulfric Spott, um tano. Sabe-se que ele foi enterrado no claustro da abadia em 1010, ao lado de sua esposa.
A abadia de Burton foi mencionada no Domesday Book de 1086, onde se dizia que ela controlava terras em Appleby Magna, Leicestershire, e Mickleover, Winshill, Stapenhill, Coton in the Elms, Ca(u)ldwell (na paróquia de Stapenhill) e Ticknall, todas então em Derbyshire. O mosteiro era o mais importante de Staffordshire e, na década de 1530, tinha a maior receita. Sabe-se que havia visitas reais frequentes à abadia, incluindo as de Guilherme I, Henrique II e Eduardo I. Nos séculos XII e XIII, foram construídas ruas no lado oeste da rua High Street, sendo a mais antiga a New Street, que se estendia dos portões da abadia até a linha da rua Ryknild Street. A Horninglow Street, na extremidade norte da High Street, fazia parte de uma importante rota leste-oeste que usava a ponte sobre o rio.
Em 12 de abril de 1200, o rei João concedeu uma carta régia ao abade para realizar um mercado em Burton todas as quintas-feiras. Essa carta foi posteriormente renovada pelo rei Henrique III e pelo rei Eduardo IV. Havia quatro feiras anuais para o comércio de cavalos, gado e produtos: no Dia da Apresentação de Jesus no Templo em 5 de abril, na Quinta-feira Santa e em 29 de outubro (a festa de St. Modwen), embora, como em outras cidades britânicas, essa prática tenha desaparecido.

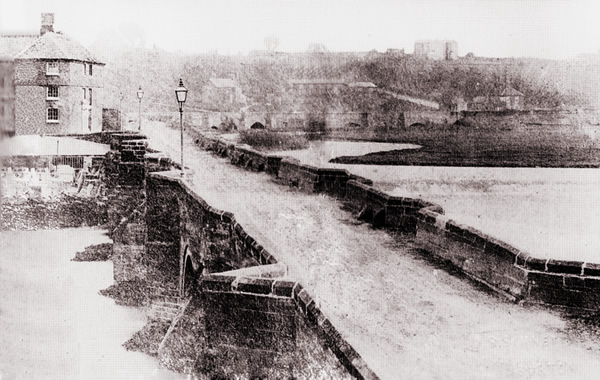
Uma fotografia antiga da ponte medieval de 36 arcos de Burton. A ponte era um importante ponto de passagem e foi o local de batalhas em 1322 e 1643. Ela foi demolida e substituída em 1863

Embora a grande ponte de Burton sobre o rio Trent estivesse em mau estado de conservação no início do século XVI, ela servia como "uma passagem comum de e para muitos países para o alívio e conforto das pessoas que viajam", de acordo com o abade. A ponte foi o local de duas batalhas, primeiro em 1322, quando Eduardo II derrotou o rebelde Conde de Lancaster, e também em 1643, quando os realistas capturaram a cidade durante a Guerra Civil Inglesa.

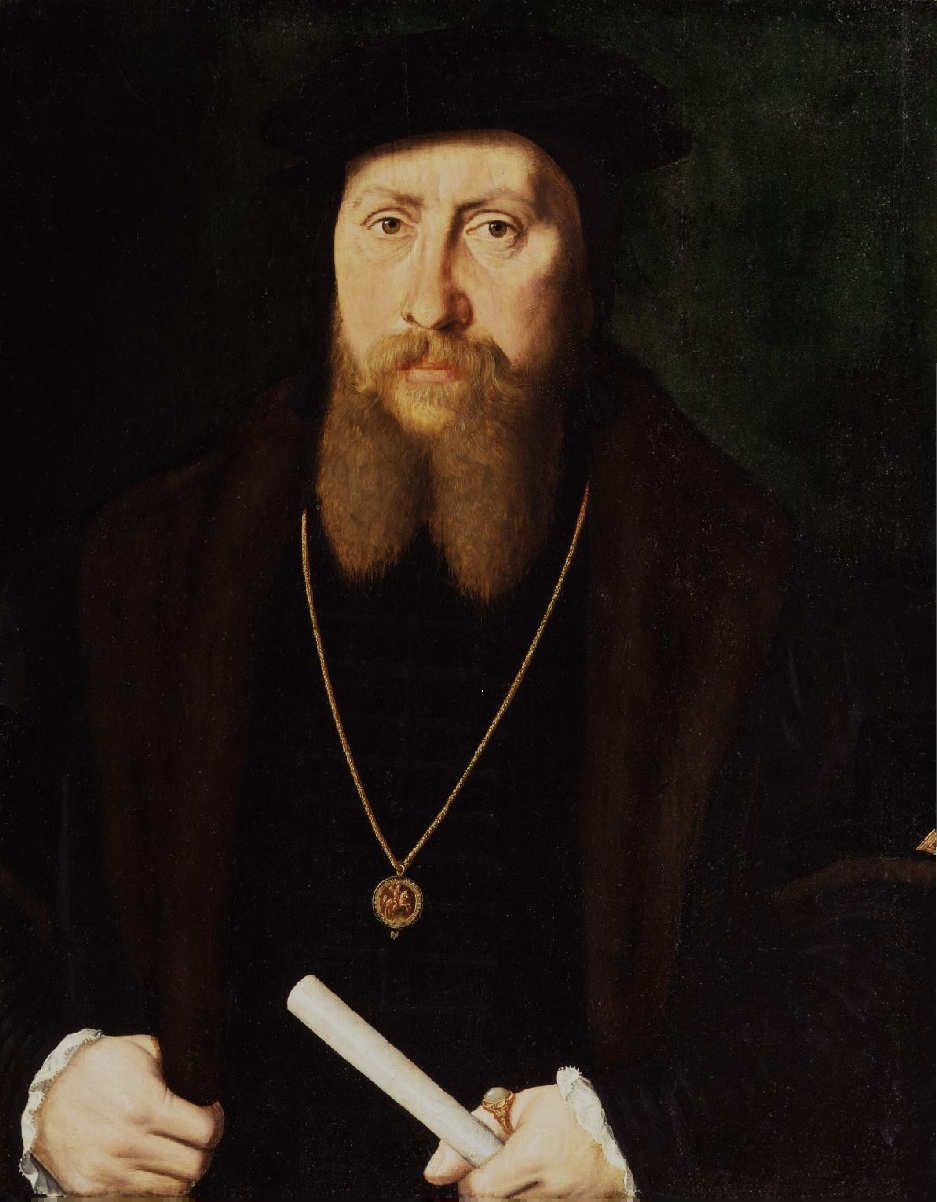
Sir William Paget recebeu as terras da Abadia de Burton em 1546 por Henrique VIII e ampliou a mansão usando materiais da abadia. Mais tarde, a propriedade da família foi confiscada após ter sido implicada em um complô católico contra Isabel I, mas foi restaurada para seu descendente.

Sob o reinado de Henrique VIII, a abadia foi dissolvida em 1539, para ser refundada em 1541 como uma igreja colegiada para um reitor (que havia sido o último abade) e quatro prebendários. Ela foi novamente dissolvida em 1545 e concedida a Sir William Paget. Paget começou a planejar a expansão da casa senhorial dentro dos arredores da abadia, que se sabe existir desde pelo menos 1514, transformando-a em uma grande mansão. Para fornecer os materiais para esse projeto, os antigos edifícios da abadia deveriam ser demolidos. A casa sofreu grandes alterações ao longo dos três séculos seguintes. Sir William morreu em 1563.
Em 1585, foi sugerido que Maria da Escócia, poderia se hospedar em Burton enquanto o Castelo de Tutbury era limpo, mas foi dito que se tratava de "uma casa em ruínas, com os prédios espalhados e ao lado de uma cidade muito pobre, cheia de vizinhos ruins". A família Paget foi implicada em conspirações católicas contra a Rainha Isabel I. A casa senhorial e a maioria das propriedades da família foram confiscadas, com a casa senhorial alugada para Richard Almond em 1612. Partes da igreja da abadia podem ter sido mantidas para uso paroquial, mas foram demolidas e substituídas por uma nova igreja entre 1719 e 1726. Restam alguns fragmentos da sala do capítulo nas proximidades, mas pouco do restante permanece. Dois edifícios foram convertidos para uso residencial - uma parte conhecida como casa senhorialse e a antiga enfermaria. A enfermaria ficou conhecida como The Abbey e hoje é uma pousada.

### Canais e cervejarias
As terras e o título da família Paget foram restaurados por Jaime I em 1604 e eles possuíram propriedades consideráveis ao redor de Burton por mais de 150 anos. Em 1699, William Lord Paget obteve uma lei do Parlamento para estender a navegação no rio Trent de Nottingham até Burton, mas nada foi feito imediatamente. Em 1711, Lord Paget arrendou seus direitos a George Hayne, que, em 1712, abriu a Navegação do rio Trent e construiu um cais e outros edifícios no recinto da antiga abadia. Isso levou ao desenvolvimento de Burton como a principal cidade para a fabricação e exportação de cerveja, pois permitiu que a cerveja de Burton fosse enviada para Hull, para o Mar Báltico e para a Prússia, bem como para Londres, onde estava sendo vendida em 1712. Várias cervejarias foram abertas na segunda metade do século XVIII. O bloqueio napoleônico afetou gravemente o comércio internacional, levando a uma certa consolidação e a um redirecionamento do comércio para Londres e Lancashire por meio de canais. Quando os cervejeiros de Burton conseguiram reproduzir a pale ale produzida em Londres, a vantagem das qualidades da água, em um processo chamado burtonização, permitiu o desenvolvimento do comércio da Burton India pale ale (uma cerveja especialmente fabricada para ser consumida durante a longa viagem marítima para a Índia). As novas conexões ferroviárias com Liverpool permitiram que os cervejeiros exportassem sua cerveja para todo o Império Britânico.
Burton passou a dominar o comércio cervejeiro e, em seu auge, um quarto de toda a cerveja vendida na Grã-Bretanha era produzida na cidade. Na segunda metade do século XIX, houve um crescimento das cervejarias nativas, complementado por empresas cervejeiras externas que se mudaram para a cidade, de modo que mais de 30 cervejarias foram registradas em 1880. No entanto, no início do século XX, houve uma queda nas vendas de cerveja, o que levou muitas cervejarias à falência, pois o setor sofreu com as atitudes anti-bebidas do governo liberal. Dessa vez, não foram encontrados novos mercados e, portanto, o número de cervejarias diminuiu com o fechamento e a consolidação de 20 em 1900 para 8 em 1928. Depois de mais fusões e aquisições, restavam apenas três cervejarias principais em 1980: Bass, Ind Coope e Marston's.
Burton foi o lar da família Peel, que desempenhou um papel importante na Revolução Industrial. A casa da família ainda pode ser vista na cidade como Peel House, na rua Lichfield Street. A Rainha Isabel II, visitou a cidade em 3 de julho de 2002 durante as comemorações de seu Jubileu de Ouro.

## Governança
Burton é o centro administrativo do distrito de East Staffordshire e faz parte do distrito eleitoral de Burton. O membro do Parlamento (MP) local é Kate Griffiths, do Partido Conservador, que representa o distrito eleitoral de Burton desde dezembro de 2019. Os conservadores tomaram a cadeira dos trabalhistas nas eleições gerais de 2010, com uma diferença de 8,7%.
Burton foi incorporada como um borough municipal em 1878. A área incorporada foi dividida entre os condados de Staffordshire e Derbyshire, e a Lei do Governo Local de 1888 incorporou a totalidade do borough em Staffordshire, incluindo as antigas paróquias de Stapenhill e Winshill, em Derbyshire. Tornou-se um county borough em 1901, tendo atingido a população necessária de 50.000 habitantes.
A cidade nunca excedeu substancialmente a população de 50.000 habitantes e, com uma população de 50.201 no censo de 1971, era o menor country borough na Inglaterra, depois de Canterbury. A Comissão de Governo Local da Inglaterra recomendou, na década de 1960, que ela fosse rebaixada a um borough não condal dentro de Staffordshire, mas isso não foi implementado. De acordo com a Lei do Governo Local de 1972, a cidade se tornou, em 1º de abril de 1974, uma área não separada no novo distrito de East Staffordshire.
A cidade se tornou totalmente subdividida em 1º de abril de 2003, quando foram criadas as paróquias de Anglesey, Branston, Brizlincote, Burton, Horninglow and Eton, Shobnall, Stapenhill e Winshill. A paróquia de Burton abrange apenas o centro da cidade, e as outras paróquias abrangem vários subúrbios.

## Geografia
Burton fica a cerca de 175 km a noroeste de Londres, cerca de 48,28 km a nordeste de Birmingham, a segunda maior cidade do Reino Unido e cerca de 37,01 km a leste da cidade de Stafford. Fica na fronteira mais oriental do condado de Staffordshire com Derbyshire, seus subúrbios e o curso do rio Trent, formando parte da fronteira do condado. Também fica perto do terminal sudeste do canal Trent and Mersey. Burton fica dentro do limite norte da Floresta Nacional. O centro da cidade fica na margem oeste do Rio Trent, em um fundo de vale; sua elevação média é de cerca de 50 metros acima do nível do mar; o vilarejo de Winshill e o subúrbio de Stapenhill ficam a 130 m e 100 m, respectivamente.
Burton se tornou um centro do setor cervejeiro devido, em parte, à qualidade da água local, que contém uma alta proporção de sais dissolvidos, causados principalmente pelo gesso das colinas ao redor. Isso permitiu que uma proporção maior de lúpulo, um conservante natural, fosse incluída na cerveja, permitindo que ela fosse enviada para outros lugares. Grande parte das terras abertas dentro e ao redor da cidade é protegida de tratamento químico para ajudar a preservar a qualidade da água.

### Região
Há certa confusão quanto ao fato de Burton estar em Midlands Ocidentais ou Midlands Orientais, embora todo o centro urbano esteja a sudoeste do rio Douve, que forma a fronteira entre Derbyshire e Staffordshire. Como fica em Staffordshire, a cidade está oficialmente na região de Midlands Ocidentais. Vários fatores contribuem para a ambiguidade do status da cidade. O vernáculo local tem mais semelhanças com o inglês das Midlands Orientais do que com o inglês das Ocidentais; a cidade fazia parte das áreas da East Midlands ("Midlands Orientais") Utility (eletricidade/gás) e tem códigos postais de Derby (DE13-DE15). No entanto, é atendida pela região da BBC Midlands (Midlands Ocidentais), com sede em Birmingham, e, antes da consolidação, fazia parte da região da ITV Central (Ocidental), também com sede em Birmingham.

### Cinturão verde
Os subúrbios de Winshill, Brizlincote e Stapenhill, a sudeste da cidade, ficam ao longo de uma área de cinturão verde, criada para impedir o desenvolvimento descontrolado que poderia fazer com que Burton, com o tempo, se fundisse com a vizinha Swadlincote. A maior parte desse cinturão verde fica em Derbyshire, com pequenas áreas em Staffordshire.

## Demografia
A cidade tinha uma população estimada de 43.784 habitantes no Censo de 2001. Stapenhill e Winshill foram tratadas separadamente e, juntas, tinham uma população adicional de 21.985, de acordo com essa fonte. De acordo com o censo de 2001, 71% da população da cidade se identifica como cristã, 12% como ateia ou agnóstica e 8,5% como muçulmana. No Censo de 2021, a população da cidade, agora tratada integralmente, chegou a 76.270.

## Economia

### Fabricação de cerveja

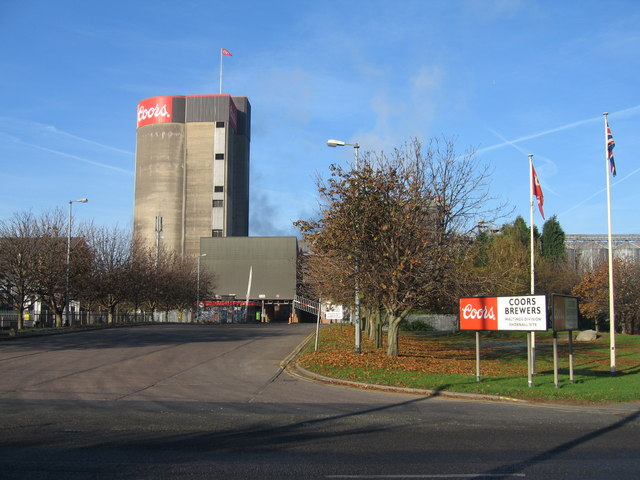
A Coors Brewers Maltings Division Shobnall Site está localizada na rua Wellington Road. As maltarias foram construídas pela Bass Brewery, que foi adquirida pela cervejaria americana Coors, por volta do final da década de 1990.

Durante séculos, a fabricação de cerveja foi o principal negócio de Burton, e ainda é uma parte importante de sua economia.
Atualmente, a cidade abriga oito cervejarias: Coors Brewers Ltd: anteriormente Bass Brewers Ltd, e agora o braço britânico da Molson Coors Brewing Company - que produz Carling e Worthington Bitter - Marston's, Thompson e Evershed plc, comprada pela Wolverhampton & Dudley Breweries, agora renomeada Marstons plc. A Marston's Brewery produz suas próprias marcas, a Marston's Pedigree em barril, a Hobgoblin em barril e também a Bass em barril sob licença da InBev.

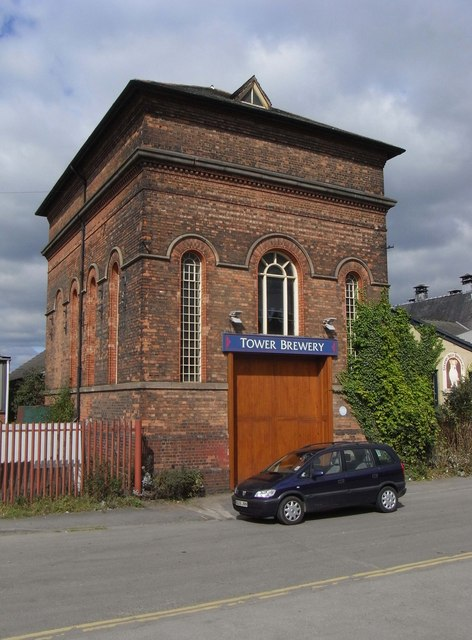
Tower Brewery, Burton, uma microcervejaria com sede na antiga Salts Water Tower de Walsitch Maltings, que era usada anteriormente pela segunda maior cervejaria de Burton

Um subproduto do setor cervejeiro é a fábrica de marmite na cidade. A produção de marmite, por sua vez, gerou a produção de bovril. Ambos são de propriedade da empresa multinacional Unilever.
Burton também abriga o Leilão Nacional Breweriana da Campaign for Real Ale (CAMRA), que acontece todo mês de outubro na prefeitura.

### Manufaturas
A Eatough's (às vezes Etough's) foi uma empresa de calçados de Leicestershire que abriu uma fábrica na rua Burton Road, Branston, em 1920. Foi a primeira fábrica de calçados britânica a introduzir música no local de trabalho (1936) e sandálias infantis laváveis ('Plastisha' 1957), mas fechou em 1989 devido à concorrência de importações baratas.
A Briggs of Burton (anteriormente S. Briggs & Co.) é uma cervejaria e empresa de engenharia de processos com sede em Burton, fundada em 1732 por Samuel Briggs. Famosa por sua inovação em manufatura e artesanato em todo o mundo, a Briggs mudou-se de suas instalações na rua New Street para a Derby Street, depois de assumir o controle de sua rival Robert Morton DG em 1988. O antigo local agora é ocupado pelo Octagon Shopping Centre.
Fundada em 1740, a Thornewill and Warham era uma fabricante de ferragens e metalurgia industrial, mais tarde uma empresa de engenharia que se tornou uma notável produtora de motores a vapor e locomotivas ferroviárias. Ela também construiu duas passarelas sobre o rio Trent em Burton. Foi adquirida pela S. Briggs & Co, em 1929.

### Varejo

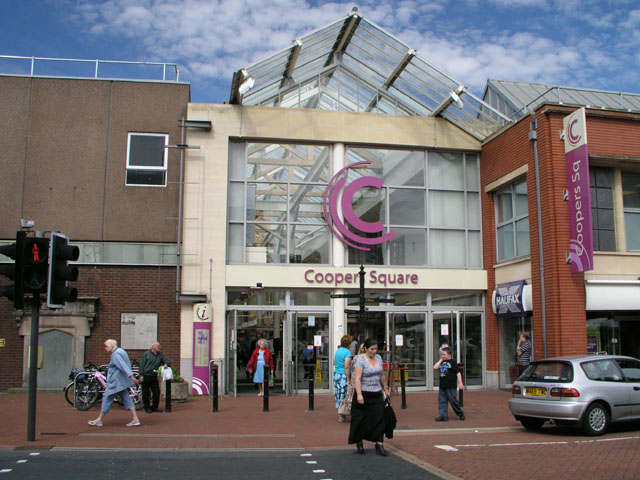
Entrada para o shopping Coopers Square

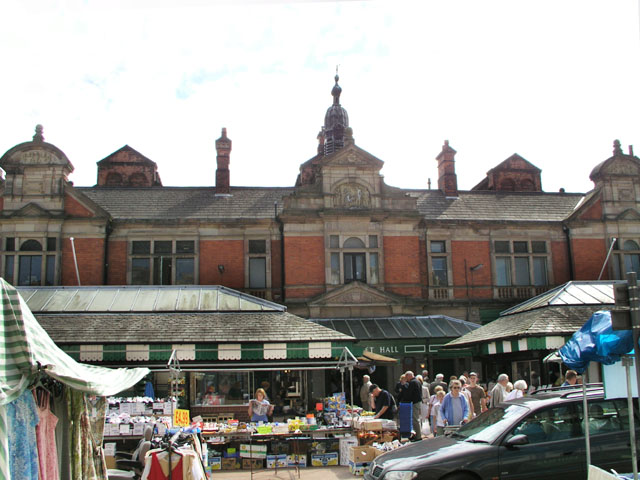
Burton Market Hall em um dia de mercado. Construído em 1883 para substituir uma estrutura mais antiga, cuja pegada é marcada por quatro peças de metal em forma de L colocadas no chão, aproximadamente na metade do caminho entre a igreja e a rua principal. O salão tem um telhado de treliça com pilares de suporte de ferro fundido. Arquitetos: Dixon & Moxon de Barnsley

Um mercado tem sido realizado às quintas-feiras em Burton desde que uma carta foi concedida ao abade pelo Rei João em 12 de abril de 1200. Atualmente, Burton tem um mercado interno e um externo, que são de propriedade do East Staffordshire Borough Council. Em 2011, o conselho terceirizou a responsabilidade pelos aluguéis das barracas do mercado para a agência privada de locação Quarterbridge. O Market Hall (sede do mercado) foi construído em 1883 com projetos de Dixon & Moxon de Barnsley e abre de terça a sábado. Um mercado de peixes foi adicionado ao salão em 1925. O mercado externo é realizado todas as quintas, sextas e sábados.
O shopping Coopers Square é a principal área de compras, inaugurado em 1970 pela Princesa Alexandra, mas desde então foi consideravelmente modernizado com a adição de um telhado em meados da década de 1990. O antigo Riverside Shopping Centre (conhecido como Bargates) foi demolido.
Outro shopping é o The Octagon Shopping Centre, na rua New Street, construído em meados da década de 1980. Também localizado no centro da cidade está o Middleway Retail Park, que inclui um cinema multiplex Cineworld.

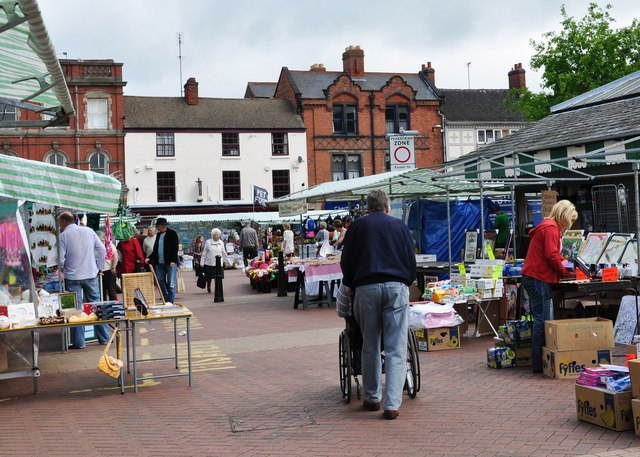
A praça do mercado (Market Square)

Em 2005, um relatório da New Economics Foundation classificou Burton com 13,3 de um total de 60 em termos de "individualidade", colocando-a entre as dez cidades mais "clonadas" da Inglaterra, devido ao grande número de cadeias de lojas no centro da cidade. Desde então, eventos como um mercado francês foram organizados para atrair mais pessoas ao centro da cidade.

### Serviços de mídia
Os serviços de mídia incluem o Burton Mail, a BBC Radio Derby em 104,5 FM e a Capital Mid-Counties transmitindo em 102,4 FM a partir da torre Winshill Water.

### Distribuição e armazenamento
Devido à localização relativa de Burton no centro da Inglaterra e às suas conexões de transporte que permitem fácil acesso a Birmingham (a segunda maior cidade do Reino Unido), Derby, Nottingham, Leicester e outras localidades, há um número significativo de armazéns em Burton (e nas proximidades de Fradley Park).
Empresas notáveis com centros de distribuição e armazéns incluem B&Q, Boots, Hobbycraft, Holland & Barrett, DHL, Waterstones, Clipper e Amazon.

## Cultura e comunidade

### Cultura
O principal local para teatro ao vivo e outras artes cênicas e visuais é o The Brewhouse, administrado pelo Concelho de East Staffordshire. Durante as décadas de 1970 e 1980, várias bandas de rock conhecidas se apresentaram na boate 76 Club em Burton, incluindo Dire Straits e Sex Pistols. O Bloodstock Open Air é um festival anual de música heavy metal, que ocorre em agosto e é realizado no Catton Hall, em Walton-on-Trent, a 8 milhas a sudoeste de Burton, desde 2005.
A Burton Operatic Society é uma companhia de teatro musical sediada em Burton e produz duas produções por ano. A cidade também abrigava a Burton School of Speech and Drama na rua Guild Street, onde muitos atores e atrizes profissionais e amadores aprenderam seu ofício. Após o fechamento da escola em julho de 1984, sua companhia amadora interna, a Little Theatre Players, continuou como uma companhia de teatro amador independente chamada The Little Theatre Company (LTC). Atualmente, a LTC encena pelo menos quatro produções por ano na cidade: duas peças, um musical e uma produção juvenil.
Burton tem um dos clubes de rádio amador mais antigos do Reino Unido. Ele foi formado em 1919, embora já houvesse entusiastas da telegrafia sem fio em Burton bem antes da Primeira Guerra Mundial. Um dos membros fundadores do clube foi F. V. A. Smith, com o indicativo de chamada XSR (X = estação experimental). Smith foi licenciado em 3 de julho de 1914 e, um mês depois, recebeu uma mensagem do emissor de faísca Marconi em Poldhu, em Cornwall, que estava sendo enviada para Londres, às vésperas do início da guerra. A mensagem, que sobreviveu e está nos arquivos atuais do clube, anunciava a mobilização das tropas russas, francesas e belgas.
A Statutes Fair (Feira de Estatutos) é realizada na cidade todos os anos na primeira segunda e terça-feira após o Michaelmas (29 de setembro). Geralmente é na primeira segunda/terça-feira de outubro, mas ocasionalmente pode cair em 30 de setembro/1 de outubro, como em 2002. A feira ocupa o a rua mercado e partes das ruas High Street, New Street e Lichfield Street por dois dias.

### Instalações comunitárias
A unidade local da caridade The Sea Cadet Corps é o TS (Training Ship) Modwena, ao lado do rio Trent e da ponte rodoviária. A unidade do Corpo de Treinamento Aéreo da cidade é o Esquadrão N. 351 (Burton-upon-Trent). A unidade local da Reserva do Exército é a F (Fire Support) Company, 4 Mercian Regiment, uma unidade de infantaria no Centro Reservista do Exército Coltman House, na rua Hawkins Lane. A unidade era anteriormente uma brigada voluntária do regimento North Staffordshire.

## Marcos

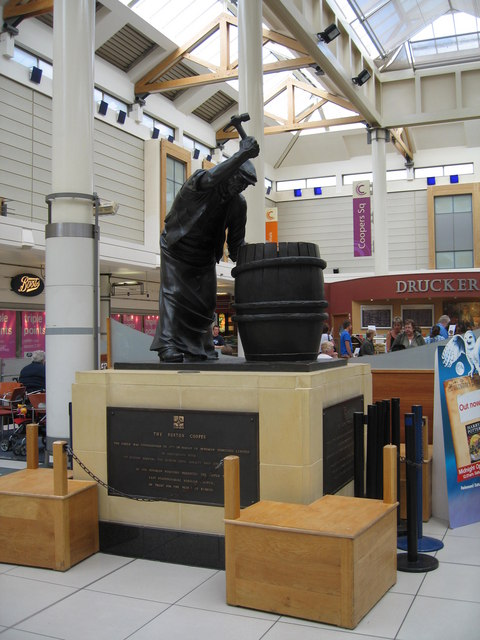
The Burton Cooper no shopping Coopers Square

A conexão da cidade com o setor cervejeiro é celebrada em The Burton Cooper, uma escultura de bronze de James Walter Butler. Ela foi encomendada em 1977 e retrata um artesão local fazendo um barril. Originalmente, ela ficava em frente ao mercado e, apesar da oposição de muitos habitantes da cidade, foi transferida para seu local atual, dentro do Coopers Square, em 1994.
A Claymills Pumping Station, no lado norte de Burton, é uma estação de bombeamento de esgoto vitoriana restaurada, adjacente às modernas obras de esgoto. Até 2005/2006, um dos marcos mais notáveis de Burton era a usina termoelétrica Drakelow, ao sul de Burton, no lado oposto do rio Trent. As chaminés, o prédio da casa de caldeiras e as torres de resfriamento foram demolidos desde então.
O antigo Magistrates' Court (Tribunal de Magistrados) é um edifício neoclássico distinto com cúpula em uma posição de destaque em frente à rua Guild Street. Foi construído por Richard Kershaw com projetos de Henry Beck e inaugurado em 1909.
O posto de Finney, parte de um posto de carvalho medieval ornamentado que ficava na esquina do mercado com a rua High Street, está agora no Museu Victoria and Albert, em Londres.
O salão de exercícios da Horninglow Street data do início do século XIX.

## Transporte

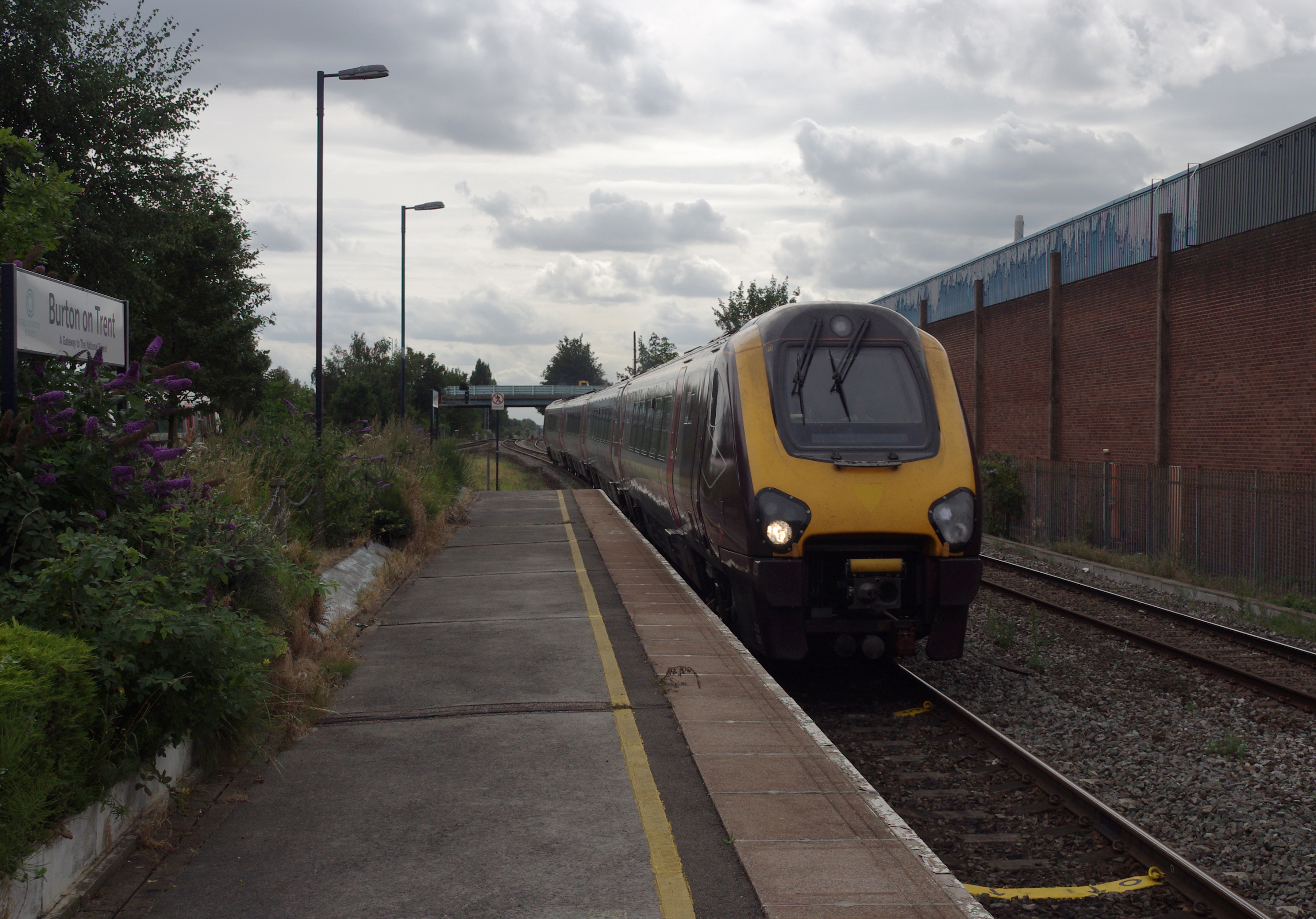
Um trem da CrossCountry Classe 220 na estação ferroviária de Burton on Trent em agosto de 2010
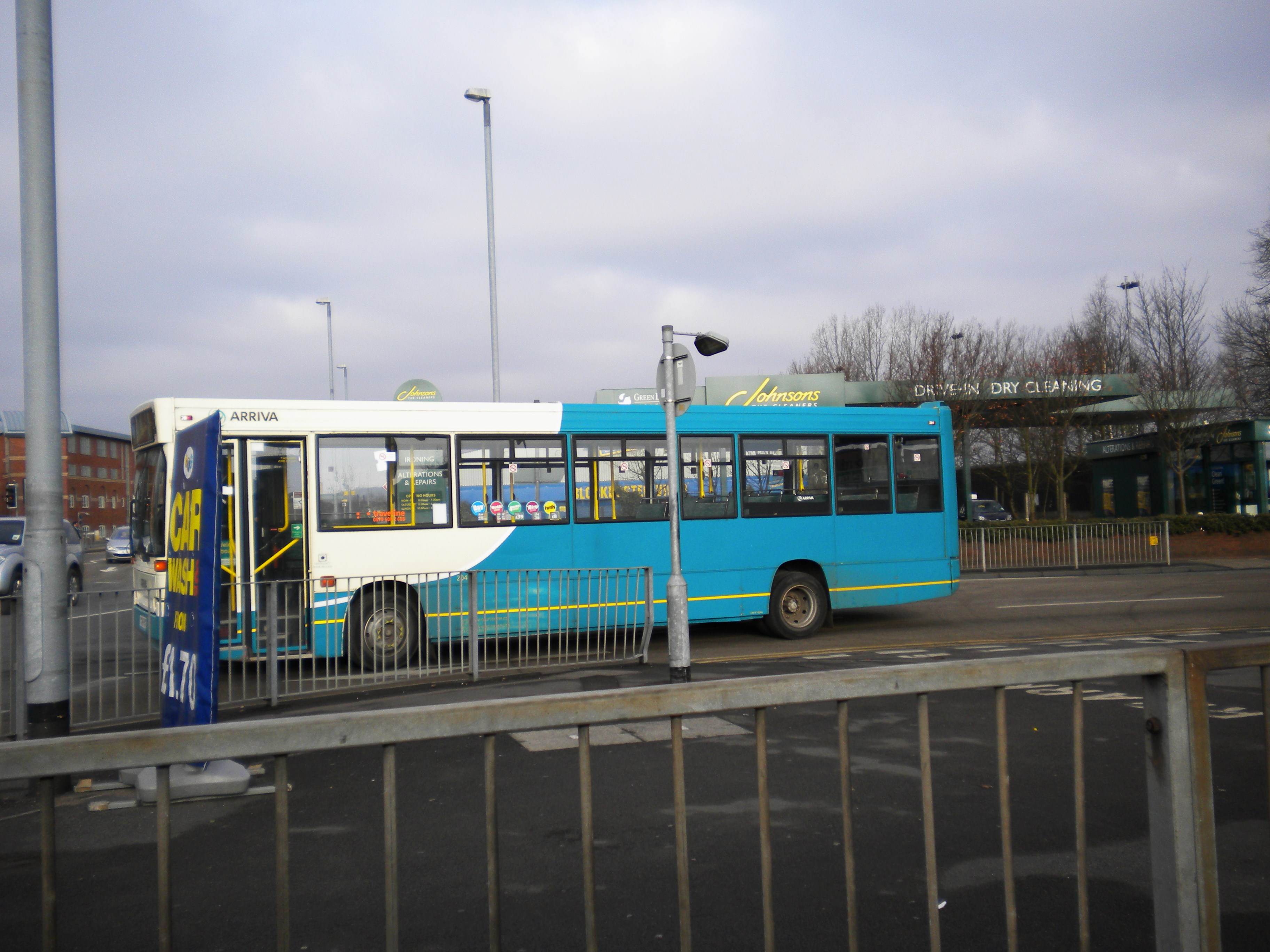
Um ônibus da Arriva Midlands em março de 2010

### Fluvial
Burton agora fica em ambos os lados do rio Trent. Historicamente, havia apenas uma ponte sobre o rio, a ponte velha de Burton (que leva à rodovia A511) e havia uma pequena balsa que operava desde "tempos imemoriais". Essa ponte acabou sendo substituída pela Ferry Bridge. Uma segunda travessia rodoviária do Trent é a ponte St Peter's Bridge (pela qual passa a rodovia A5189), inaugurada em 1985.

### Viário
A rodovia A38, que contorna a cidade, conecta Burton a Birmingham e Derby. A A444 liga o tráfego a Coventry e à autoestrada M42 e a A511 liga o tráfego a Leicester. A A5121 carrega o tráfego pelo centro de Burton, conectando-se à A38, A5189 e A511, respectivamente. A A5189 passa (oeste-leste) por Burton e conecta a A444 através de Burton e do rio Trent.

### Ferroviário
A cidade é servida pela estação ferroviária de Burton-on-Trent, que é acessada pela ponte na rua Borough Road. A estação tem duas plataformas: a plataforma um para Derby, Nottingham e o norte; a plataforma dois para Tamworth, Birmingham e o sul. A estação está situada na rota Cross Country, entre as principais cidades de Derby e Birmingham.
A operadora da estação é a East Midlands Railway, embora nenhum de seus trens faça escala nela. Todos os serviços são fornecidos pela CrossCountry, com trens entre Cardiff Central, Birmingham e Nottingham, bem como serviços de longa distância para destinos como Bristol, Leeds e Newcastle. Burton está posicionada no terminal oeste da linha Ivanhoe, que foi abortada.
A estação utiliza o esquema PlusBus, em que as passagens de trem e de ônibus podem ser compradas juntas com desconto.

### Ônibus
A cidade tinha seus próprios ônibus municipais operados pela Burton Corporation Transport e, mais tarde, pelo Concelho do Distrito de East Staffordshire depois de 1974. A empresa foi adquirida pela Stevensons of Uttoxeter em meados da década de 1980 e, por sua vez, foi absorvida pela Arriva Midlands no final da década de 1990.
Em julho de 2005, a Midland Classic operou a maioria dos ônibus na cidade para áreas periféricas como Uttoxeter, Horninglow, Edge Hill, Stapenhill, Queen's Hospital Burton, Winshill, Stretton, Abbots Bromley, Tatenhill, Wetmore, Branston, Lichfield, Ashby-de-la-Zouch e o Aeroporto de East Midlands, tendo assumido o depósito local da Arriva Midlands em Wetmore Road em agosto de 2016.
Em agosto de 2022, a Midland Classic foi adquirida pela Rotala. Os veículos foram rebatizados com a marca Diamond e as operações passaram a ser conhecidas como Diamond East Midlands e administradas a partir da sede da Rotala em Tividale.
A Arriva Midlands continua a operar o serviço X38 para Derby, operado em conjunto com a Trentbarton, que também opera os serviços V1 e V3 para Derby.

## Locais religiosos
A igreja matriz de Burton é a St Modwen's, um edifício georgiano que substituiu a antiga igreja da Abadia de Burton. Outras igrejas paroquiais anglicanas construídas para atender à população em expansão incluem a Holy Trinity, St Mark's, Winshill, St Paul's, St John the Divine, Horninglow, St Chad's, All Saints e St Mary's, Stretton.
A igreja católica romana da cidade é a St Mary and St Modwen's Catholic Church.

Há cinco mesquitas em Burton, três bareilvi ou sufistas, uma deobandi e uma salafista. Há um gurdwara sique estabelecido no Centro Comunitário de St Chad. Embora houvesse uma pequena comunidade judaica em Burton na primeira metade do século XX, não há registro de estabelecimento de uma sinagoga. No entanto, havia um relacionamento próximo com a comunidade de Derby, cujo ministro atuava como professor visitante e shochet. 

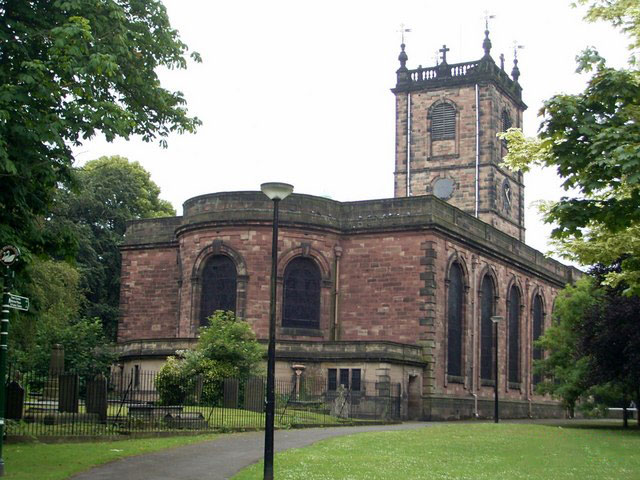
St Modwen's
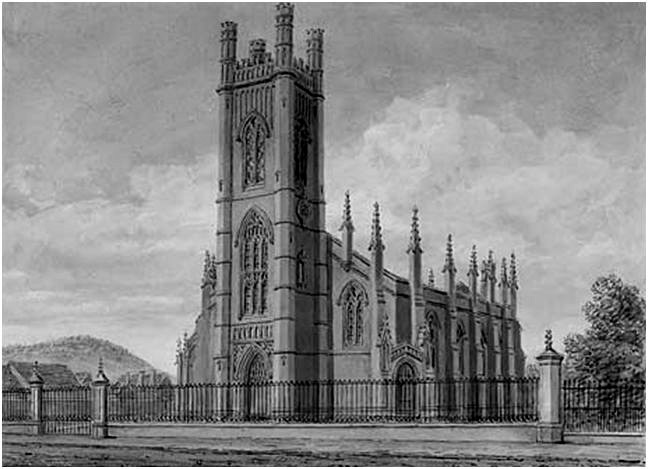
Um desenho vitoriano da Igreja Holy Trinity
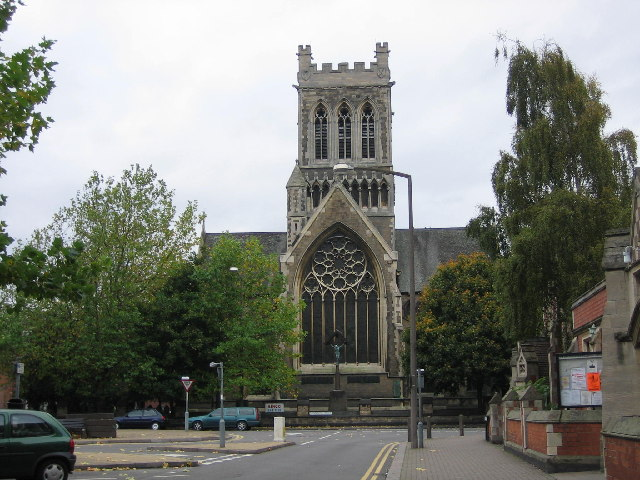
St Paul's
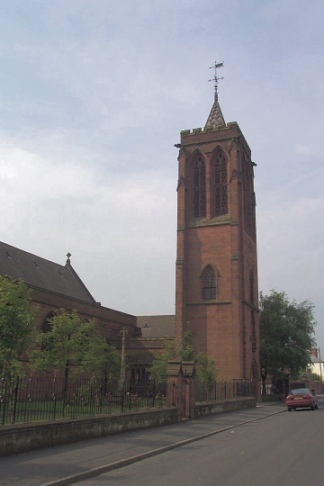
St. Chad's
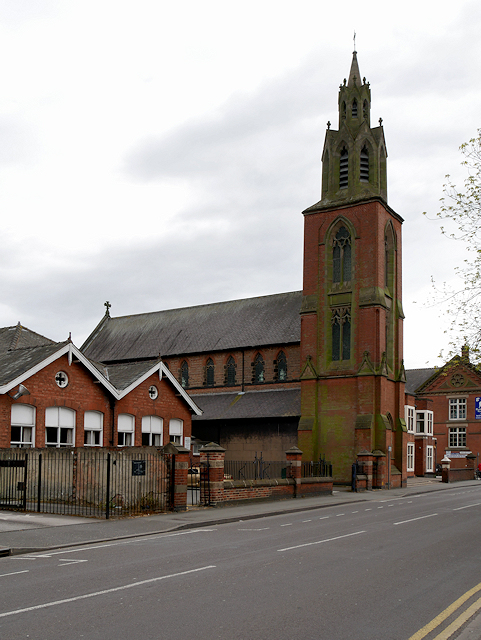
St Mary and St Modwen

## Educação
A Burton & South Derbyshire College (BSDC) é uma faculdade geral de educação continuada e está situada no centro da cidade. Atrai aproximadamente 13.000 alunos de Burton e das cidades e vilarejos vizinhos. Oferece uma ampla variedade de cursos para todas as idades, inclusive para jovens de 14 a 19 anos, adultos que estudam em tempo parcial, treinamento para empregadores e ensino superior. Recentemente, um "centro universitário" foi desenvolvido dentro da faculdade para permitir que os alunos estudem em cursos de ensino superior franqueados, mas não é uma universidade em si.
A School of Health and Wellbeing (Escola de Saúde e Bem-Estar) da Universidade de Wolverhampton está presente no Burton Health Education Centre, localizado no Queen's Hospital, especializado em enfermagem.

## Esporte

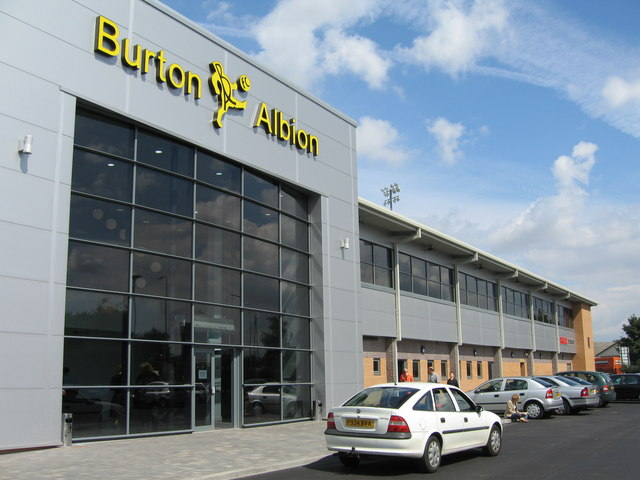
Estádio Pirelli, sede do Burton Albion FC

Desde a criação da liga Football League em 1888, Burton foi representada por quatro clubes distintos na liga, dois dos quais jogaram simultaneamente na década de 1890. O Burton Swifts tornou-se membro da Football League em 1892, e o Burton Wanderers juntou-se a ele em 1894. O Swifts jogava no Peel Croft, enquanto o campo do Wanderers era o Derby Turn. O Wanderers deixou a Liga em 1897, e os dois clubes se fundiram para formar o Burton United em 1901, com o novo clube jogando em Peel Croft. O United foi expulso da Football League em 1907 e foi fechado em 1910. O Burton All Saints foi então deixado como o principal clube da cidade, tornando-se o Burton Town em 1924, mas foi fechado em 1940. Depois de se mudar do estádio Eton Park para o Pirelli Stadium em 2005, o Albion se tornou o quarto clube da cidade na liga em 2009, após vencer a liga nacional. A equipe agora joga na League 1, a terceira divisão do sistema da ligas de futebol inglesas, após o rebaixamento em 2017-18, depois de dois anos no campeonato. Burton também é o local do Centro Nacional de Futebol St George's Park, inaugurado em 2012.
A liga Burton & District Cricket League tem muitos clubes notáveis, incluindo o Burton Cricket Club, o Dunstall Cricket Club, o Abbott's Bromley, o Yoxall e o Lichfield Cricket Club.
O Burton Rugby Football Club, um dos clubes de rugby union mais antigos do país, foi fundado em 1870, quando jogava tanto as regras da associação quanto as do futebol de rugby. Ele só adotou as regras da união de rúgbi em 1876.
A cidade também abriga o clube de remo Burton Canoe Club, às margens do rio Trent. Recentemente, o clube foi ampliado e construiu sua própria sede. Também ao longo do rio Trent, em Burton, estão o Burton Leander Rowing Club, fundado em 1847 (e um dos clubes de remo mais antigos do país), e o Trent Rowing Club, fundado em 1863.
O clube de hóquei Burton Hockey Club foi fundado em 1899. O clube promove e apoia sete equipes masculinas, quatro equipes femininas e uma academia juvenil popular e bem-sucedida. Os jogos em casa são disputados no Shobnall Leisure Complex. O clube também foi reconhecido por trabalhar para oferecer um ambiente seguro, eficaz e favorável às crianças e, como tal, recebeu o primeiro credenciamento do Clube England Hockey.
Burton é a sede da equipe de levantamento de peso da associação International All-Round Weightlifting (IAWA), com a Powerhouse Gym, que foi criada em 1985 por Steve Gardner (ex-campeão mundial de levantamento de peso em todas as categorias - introduzido no Hall da Fama da competição (Reino Unido) em 2000). O clube treina levantadores de peso versáteis, incluindo powerlifting e levantamento de peso olímpico, e é afiliado à International All-Round Weightlifting Association. O clube de Burton sediou o Campeonato Mundial da IAWA de 2008.

## Pessoas notáveis

### Século XVIII
- John Jervis 1º Conde de St Vincent, (1735-1823) Almirante da Frota, estudou na Burton Grammar School de 1745 a 1749.[68][69]

### Século XIX

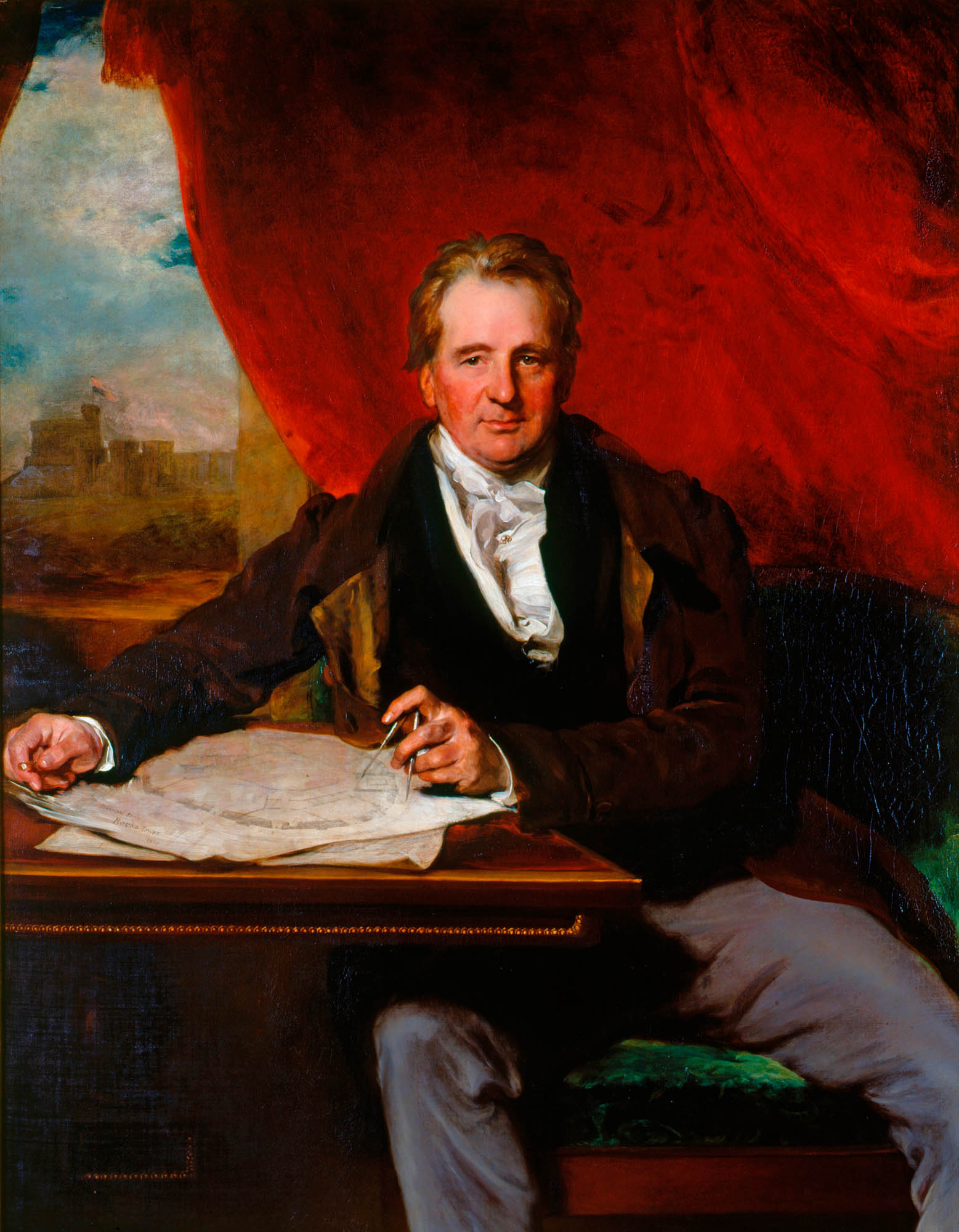
Sir Jeffry Wyatville, 1828

- Sir Jeffry Wyatville, 1828Sir Jeffry Wyatville RA (1766-1840), arquiteto e designer de jardins inglês, fez alterações e extensões na Chatsworth House e no Castelo de Windsor.[70]
- John Gretton 1º Barão de Gretton, CBE, VD, TD, PC, JP, DL (1867-1947) empresário, deputado conservador por Burton de 1918 a 1943 e medalhista de ouro nos Jogos Olímpicos de Verão de 1900.[71]
- Oswald Mosley (1896-1980), líder da União Britânica de Fascistas.[72]

### Século XX
- Joe Jackson, (nascido em 1954), músico, cantor e compositor inglês.[73][74]
- Paddy Considine, (nascido em 1973), ator, diretor de cinema, roteirista e músico.[75]

### Esportes
- George Newberry (1917-1978) ciclista de pista, medalha de bronze na prova de 4.000 m por equipes nos Jogos Olímpicos de Verão de 1952.[76]
- Frazer Clarke (nascido em 1991), boxeador profissional britânico que ganhou uma medalha de bronze nos Jogos Olímpicos de Verão de 2020.[77]

## Cidades-irmãs
- Elkhart. Estados Unidos
- Bielawa, Polônia